# Nayef Al-Rodhan
Nayef Al-Rodhan, né le 8 juin 1959, est un philosophe, neurochirurgien, théoricien de géopolitique et écrivain saoudien. Il dirige le Programme de géopolitique et des enjeux globaux au Centre de politique de sécurité de Genève (Suisse). Il est également chercheur honoraire à l’université d’Oxford.

## Carrière
Nayef Al-Rodhan se lance dans une carrière neuroscientifique. Au début de ses études à l'université de Newcastle, il est soutenu et influencé par Lord Walton un neurologue de premier plan. Diplôme en médecine en 1984, il poursuit ses études à la Mayo Clinic de Rochester (Minnesota), puis rejoint le département de neurochirurgie de la faculté de médecine de l'université Yale où ses travaux de recherches portent sur la chirurgie de épilepsie et les neurosciences moléculaires. Il obtient son Ph.D. en 1988 avec une thèse intitulée Characterization of Opioid and Neurotensin Receptor Subtypes in the Brain with Respect to Antinociception (Caractérisation des sous-types de récepteurs des opioïdes et de la neurotensine dans le cerveau dans le cadre de l'antinociception)
En 1994, il devient chercheur au département de la neurochirurgie du Massachusetts General Hospital de la Harvard Medical School, où il institue le programme de neuro-technologie avec James E. Muller (en), l'un des cofondateurs de l'Association internationale des médecins pour la prévention de la guerre nucléaire récompensée du prix Nobel de la paix en 1985. Il fonde également dans le même département les Laboratories for Cellular Neurosurgery and Neurosurgical Technology,.

## Neurosciences et relations internationales
Depuis 2002, Nayef Al-Rodhan se consacre à l'étude de l'interaction entre la neuroscience et les relations internationales. À travers plusieurs œuvres publiées, il explore l’application de la neuroscience et des conséquences neurocomportementales des mécanismes neurochimiques et cellulaires qui gouvernent les émotions, l’amoralité, l’égoïsme, la peur, l’avarice et la domination sur l’analyse et la conceptualisation de tendances en géopolitique contemporaine et en sécurité globale, nationale et transculturelle. C’est en 2006 qu’il rejoint le Centre de politique de sécurité de Genève en tant que directeur du Programme de géopolitique et des enjeux globaux. Il devient professeur associé du St Antony's College à l’université d’Oxford en 2009. Il enseigne en particulier les principaux moments critiques du monde arabo-islamique et l’influence arabo-islamique sur la géopolitique régionale et globale. Son intérêt géopolitique se centre autour de la dignité humaine et l’ordre international, la justice mondiale, l’histoire partagée de l’humanité, la sécurité et la synergie transculturelle, l’histoire des idées, la philosophie de l’histoire durable, la neuro-philosophie de la nature humaine et ses conséquences pour la paix, la guerre et la coopération politique et morale entre les idéologies, les états et les cultures,.

## Publications
- Le Rôle du monde Arabo-Islamique dans l'évolution de l’Occident : paru en 2012, ce livre analyse l'influence arabe et islamique sur la montée en puissance de l’Occident. Al-Rodhan souligne les contributions du monde arabo-musulman et son influence sur le développement de l’Occident, et se concentre sur les expériences historiques collectives entre le monde occidental et le monde islamique.
- Nouvelle politique d’état et la méta-géopolitique : Al-Rodhan propose dans ce livre le concept de la « méta-géopolitique », qui inclut son concept du « pouvoir juste » comme étant le seul type de pouvoir au service de l’intérêt nationale à être durable[13]. Cette œuvre aborde aussi la zone géostratégique du « couloir pivot sensible » (Trip-wire pivotal corridor), un couloir géographique qui s’étend du nord au sud entre 30 et 75 dégrés est, et qui inclut des régions politiquement instables comme le Proche et Moyen-Orient. Selon Al-Rodhan, la coopération internationale ne peut se réaliser sans une coopération dans ce couloir stratégique.
- Méta-géopolitique de l’espace : ce livre détaille l’importance grandissante de la politique de l’espace due au nombre croissant de gouvernements et d’intérêts privés développant des activités  spatiales. Al-Rodhan aborde aussi les nouvelles technologies et l’impact de l’espace sur des politiques de sécurité.
- Le réalisme symbiotique : le concept de réalisme symbiotique étend le nombre d’acteurs en relations internationales en allant au-delà des acteurs traditionnels comme les états[14]. Cette théorie postule que la paix et la sécurité internationale repose sur une relation symbiotique qui répond aux besoins essentiels individuels.
- L’histoire durable et la dignité de l’homme : ce livre publié en 2009 aborde le rôle de la bonne gouvernance et le difficile équilibre entre les attributs de la nature humaine et les besoins de la dignité humaine dans tout ordre politique[15]. L’accomplissement de la dignité, selon Al-Rodhan, est la principale force conductrice de l’histoire de l’humanité et garantie sa durabilité.